# Girl Fight Tonight!
Girl Fight Tonight! è il terzo singolo di Julie Brown estratto dall'album Trapped in the Body of a White Girl nel 1987.

## Significato
Il brano parla di Brown che parla in modo poco cortese di una sua rivale che usa ogni metodo per sottrarre ogni suo uomo.

## Tracce
1. Girl Fight Tonight! – 3:40
2. Every Boy's Got One – 3:25

## Il video
Nel video si vede Brown e altre tre ragazze che entrano in un pub e cominciano a perseguitare un'altra ragazza, probabilmente la rivale della canzone.